# Contea di Jing'an
La contea di Jing'an (靖安县S, Jìng'ān XiànP) è una contea della Cina, situata nella provincia di Jiangxi e amministrata dalla prefettura di Yichun.